# Lubomír Vlk
Lubomír Vlk (Uherské Hradiště, 21 luglio 1964) è un dirigente sportivo, allenatore di calcio ed ex calciatore ceco, di ruolo difensore.

## Palmarès

### Giocatore

#### Competizioni nazionali
- Campionato cecoslovacco: 1

Vítkovice: 1985-1986
- Campionato portoghese: 2

Porto: 1991-1992, 1992-1993
- Coppa del Portogallo: 1

Porto: 1990-1991
- Supercoppa di Portogallo: 1

Porto: 1991